# Sosnivka, Kamin-Kașîrskîi
Sosnivka (în ucraineană Соснівка) este un sat în comuna Pnivne din raionul Kamin-Kașîrskîi, regiunea Volînia, Ucraina.

## Demografie
Componența lingvistică a localității Sosnivka
     Ucraineană (99,14%)
     Alte limbi (0,85%)
Conform recensământului din 2001, majoritatea populației localității Sosnivka era vorbitoare de ucraineană (99,14%), existând în minoritate și vorbitori de alte limbi.